# فوج فولينسكي
فوج فولينسكي كان فوجا في الإمبراطورية الروسية لعب دورا رئيسيا في ثورة فبراير.
كان فوج فولينسكي تابعا الحرس الامبراطوري الروسي.